# 贝利孔
贝利孔，瑞士阿尔高州的一个市镇，隶属巴登县。与贝尔格迪蒂孔（Bergdietikon）、Eggenwil、金滕（Künten）、Remetschwil、Spreitenbach、维登（Widen）相邻。总面积4.95 km2，总人口1594，人口密度323 /km2(2011年12月)。海拔597米。